# Законодательный совет Гонконга
Законодательный совет Гонконга (Законодательный совет Специального административного района Гонконг – иер. трад. 香港特別行政區立法會, упр. 香港特别行政区立法会, ютпхин: Hoeng¹gong² Dak⁶bit⁶ Hang⁴zing³keoi¹ Lap⁶faat³ Wui⁶, йель: Hēunggóng Dahkbiht Hàhngjingkēui Laahpfaat Wúi, кант.-рус.: Хёнкон Такпит Ханчинкхёй Лапфат Вуй, пиньинь: Xiānggǎng Tèbié Xíngzhèngqū Lìfǎ Huì, палл.: Сянган Тэбе Синчжэнцюй Лифа Хуэй, англ. Legislative Council of the Hong Kong Special Administrative Region (LegCo)) — однопалатное законодательное собрание Гонконга.
Состоит из 90 членов, из которых на прямых выборах избирается лишь 20, а остальных избирают профессиональные организации (например, финансовые учреждения) и специальный избирательный комитет.
Совет был создан в 1843 году, во времена Британского Гонконга, и носил консультативный характер при губернаторе. Позже его функции были расширены. Сегодня в задачи парламента входит: принятие и изменение законопроектов, утверждение бюджета, а также вопрос доверия правительству (в том числе возможность отстранения от должности главы администрации). Кроме того, Законодательный совет назначает главного судью Верховного суда Гонконга и судей Апелляционного суда.

## История

### Колониальный период
Первый Законодательный совет был создан в 1843 году как консультативный орган при губернаторе. В состав совета входили 4 члена, назначаемых колониальной администрацией и сам губернатор.
После подписания Китайско-британской совместной декларации 19 декабря 1984 (в которой Соединенное Королевство согласилось передать суверенитет Гонконга Китайской Народной Республике 1 июля 1997) правительство Британского Гонконга решило начать процесс демократизации, в ходе которого в 1985 году были проведены первые всенародные выборы в Законодательный совет, а затем в 1991 г. состоялись первые прямые выборы в Законодательный совет. Совет впервые стал полностью избираемым законодательным органом в 1995 году и значительно расширил свои функции и полномочия в последние годы британского колониального правления.
Правительство Китайской Народной Республики не согласилось с реформами, проводимыми последним губернатором Крисом Паттеном, поэтому оно решило создать альтернативный законодательный орган.
Незадолго до передачи Гонконга КНР правительство Китая учредило в 1996 году Временное законодательное собрание при Всекитайском собрании народных представителей. Временное законодательное собрание, бойкотировавшееся британскими властями, действовало с 25 января 1997 года по 30 июня 1998 года и проводило свои заседания в Шэньчжэне до 30 июня 1997, когда собрание переместилось в Гонконг.

### Современный период
Современный Законодательный совет был создан 1 октября 1998 года в соответствии с Основным законом Гонконга. Первое заседание состоялось в июле следующего года. Было проведено пять последующих выборов в Законодательный совет, последние из которых состоялись 19 декабре 2021 года. Некоторое время статус крупнейшей партии в совете сохраняла Демократическая партия, но ее поддержка постепенно падала. На выборах 2004 года большинство получил Демократический альянс за улучшение и прогресс Гонконга и с тех пор он сохраняет статус самой популярной партии Гонконга. Благодаря косвенно избираемым депутатам от различных профессиональных организаций пропекинский лагерь во главе с Альянсом бизнеса и профессионалов Гонконга сохраняет парламентское большинство в законодательном совете, несмотря на то, что на прямых выборах получил бы куда меньше голосов, чем продемократический лагерь.
В 2010 году были проведены реформы, в ходе которых состав Законодательного совета был увеличен 60 до 70 мест; было добавлено пять мест в географических округах, избираемых прямым голосованием и пять новых мест в функциональных избирательных округах, назначаемых членами окружного совета.
В ноябре 2016 года Постоянный комитет Всекитайского собрания народных представителей отстранил от должности Баджо Люна и Яу Вайчин — двух депутатов Законодательного совета, выступающих за независимость Гонконга от Китая. Впоследствии четыре депутата окружных советов Гонконга были смещены с занимаемых должностей по тому же поводу.
В 2019 году Законодательным советом была принята поправка в законопроект об экстрадиции, вызвавшая масштабные протесты. 1 июля 2019 года, в 22-ю годовщину передачи Гонконга КНР протестующие захватили здание Законодательного совета и водрузили на нём британский флаг. 2 июля 2019 года протестующие покинули здание. В ноябре 2019 года Постоянный комитет Всекитайского собрания народных представителей лишил депутатских мандатов всех членов Законодательного совета, которые в ходе протестов призывали к независимости Гонконга. После этого 15 депутатов сложили свои мандаты в знак протеста, в результате чего в Законодательном совете практически не осталось представителей от оппозиции.
В марте 2021 года Всекитайское собрание народных представителей приняло резолюцию, позволяющую реформу избирательной системы Гонконга. Реформа увеличила количество мест в Законодательном совете с 70 до 90, однако количество мест, избираемых прямым голосованием,  сокращено с 35 до 20, пять мест, избираемых прямым голосованием были ликвидированы, 30 мест остаются за функциональными округами, а оставшиеся 40 мест будут избраны особой Избирательной комиссией,.
Выборы 2021 года прошли при самой низкой явке в истории Гонконга в 30,2% . Выборы прошли на безальтернативной основе, так как партии из продемократического лагеря не были допущены к участию, 89 из 90 мест получили партии-члены пропекинского лагеря, а одно получил независимый кандидат .

## Состав
Депутаты Законодательного совета Гонконга избираются в количестве 90 человек от трёх видов избирательных округов: географических, функциональных и «Избирательной комиссии».

### Географические округа
20 депутатов Законодательного совета избираются прямым голосованием от 10 географических избирательных округов, в каждом из которых избирается по двое депутатов. Округа были введены в 1991 году, а их границы и количество, а также система голосования менялась в зависимости от выборов; с 2021 года при подсчёте голосов применяется Система единого непереходного голоса.
| Выборы | Система голосования                            | Количество округов | Мест на округ       | Всего мест |
| ------ | ---------------------------------------------- | ------------------ | ------------------- | ---------- |
| 1991   | Множественное блочное голосование              | 9                  | 2 места             | 18 мест    |
| 1995   | Относительного большинства с одним победителем | 20                 | 1 место             | 20 мест    |
| 1998   | Пропорциональная с применением метода Хэра     | 5                  | от 3-х до 9-ти мест | 20 мест    |
| 2000   | Пропорциональная с применением метода Хэра     | 5                  | от 3-х до 9-ти мест | 24 места   |
| 2004   | Пропорциональная с применением метода Хэра     | 5                  | от 3-х до 9-ти мест | 30 мест    |
| 2008   | Пропорциональная с применением метода Хэра     | 5                  | от 3-х до 9-ти мест | 30 мест    |
| 2012   | Пропорциональная с применением метода Хэра     | 5                  | от 3-х до 9-ти мест | 35 мест    |
| 2016   | Пропорциональная с применением метода Хэра     | 5                  | от 3-х до 9-ти мест | 35 мест    |
| 2021   | Единого непереходного голоса                   | 10                 | 2 места             | 20 мест    |

Географические округа на 2021 год
| №  | Название                         | Количество выборщиков |
| -- | -------------------------------- | --------------------- |
| 1  | Остров Гонконг (Восток)          | 424 849               |
| 2  | Остров Гонконг (Запад)           | 374 795               |
| 3  | Восточный Коулун                 | 475 223               |
| 4  | Западный Коулун                  | 381 484               |
| 5  | Центральный Коулун               | 454 595               |
| 6  | Новые территории (Юго-Восток)    | 472 751               |
| 7  | Новые территории (Север)         | 431 604               |
| 8  | Новые территории (Северо-Запад)  | 468 752               |
| 9  | Новые территории (Юго-Запад)     | 510 558               |
| 10 | Новые территории (Северо-Восток) | 510 558               |

Географические округа до 2021 года
| Округа                  | мест | мест | мест | мест | мест | мест | мест |
| Округа                  | 1998 | 2000 | 2004 | 2008 | 2012 | 2016 |      |
| Остров Гонконг          | 4    | 5    | 6    | 6    | 7    | 6    |      |
| Восточный Коулун        | 3    | 4    | 5    | 4    | 5    | 5    |      |
| Западный Коулун         | 3    | 4    | 4    | 5    | 5    | 6    |      |
| Восток Новых территорий | 5    | 5    | 7    | 7    | 9    | 9    |      |
| Запад Новых территорий  | 5    | 6    | 8    | 8    | 9    | 9    |      |
| Всего                   | 20   | 24   | 30   | 30   | 35   | 35   |      |

### Функциональные округа
30 депутатов Законодательного совета избираются от 28 Функциональных избирательных округов по системе относительного большинства с одним победителем. Выборы в функциональных округах не являются прямыми: в качестве избирателей выступают представители профессиональных организаций и корпораций и индивидуальные предприниматели.
| Округ | Округ                            | Количество выборщиков     | Количество выборщиков     | Количество выборщиков |
| №     | Название                         | Представители организаций | Индивидуальные избиратели | Всего                 |
| 1     | Хию Ки Кик                       |                           | 161                       | 161                   |
| 2     | Сельское хозяйство и рыболовство | 176                       |                           | 176                   |
| 3     | Страхование                      | 126                       |                           | 126                   |
| 4     | Транспорт                        | 223                       |                           | 223                   |
| 5     | Образование                      |                           | 85 117                    | 85 117                |
| 6     | Юристы                           |                           | 7549                      | 7549                  |
| 7     | Бухгалтера                       |                           | 27 778                    | 27 778                |
| 8     | Медицина и здравоохранение       |                           | 55 523                    | 55 523                |
| 9     | Инженеры                         |                           | 10 772                    | 10 772                |
| 10    | Строители                        |                           | 9123                      | 9123                  |
| 11    | Рабочие                          | 697                       |                           | 697                   |
| 12    | Социальные работники             |                           | 13 974                    | 13 974                |
| 13    | Риэлторы                         | 463                       |                           | 463                   |
| 14    | Туристическая сфера              | 192                       |                           | 192                   |
| 15    | Коммерческий (1)                 | 1041                      |                           | 1041                  |
| 16    | Коммерческий (2)                 | 421                       |                           | 421                   |
| 17    | Коммерческий (3)                 | 288                       |                           | 288                   |
| 18    | Индустриальный (1)               | 421                       |                           | 421                   |
| 19    | Индустриальный (2)               | 592                       |                           | 592                   |
| 20    | Финансисты                       | 114                       |                           | 114                   |
| 21    | Финансовые услуги                | 760                       |                           | 760                   |
| 22    | Спорт, культура и искусство      | 257                       |                           | 257                   |
| 23    | Импорт и экспорт                 | 231                       |                           | 231                   |
| 24    | Текстильщики                     | 348                       |                           | 348                   |
| 25    | Розничная торговля               | 2015                      |                           | 2015                  |
| 26    | Технологии и инновации           | 73                        |                           | 73                    |
| 27    | Кейтеринг                        | 141                       |                           | 141                   |
| 28    | Национальные организации         |                           | 678                       | 678                   |

### Избирательная комиссия
Избирательной комиссией называют один из трех видов избирательных округов, предусмотренных Основным законом Гонконга. Впервые был введён в 1994 году губернатором Крисом Паттеном и состоял из членов окружных советов, избранных в 1994 году. При подсчете голосов использовалась система единого передаваемого голоса, а после система относительного большинства. В 2004 году Избирательная комиссия была ликвидирована.
В ходе избирательной реформа 2021 года была вновь введена Избирательная комиссия из 1500 членов, избирающая 40 из 90 мест, используя Систему множественного непереходного голоса.

## Президент
Президент Законодательного совета избирается из числа депутатов Законодательного совета на первом заседании нового созыва.
Согласно 72-й статье Основного закона Гонконга Президент Законодательного совета обладает полномочиями и функциями председательствовать на заседаниях, определять повестку дня и  время заседаний, созывать внеочередные сессии, назначать перерывы, созывать экстренные сессии по требованию Главы администрации Гонконга и осуществлять другие полномочия и функции, предусмотренные регламентом Законодательного совета, но при этом Президент не может голосовать за принятие законов, касающихся правительственных законопроектов. Президент Законодательного совета должен соответствовать квалификационным требованиям, изложенным в Основном законе: он или она должен быть гражданином Китая и Гонконга в возрасте не менее 40 лет и проживать на территории Гонконга непрерывно в течение не менее 20 лет.
| Портрет        | Портрет          | Имя          | Начало полномочий | Окончание полномочий | Партия                                                  |
| -------------- | ---------------- | ------------ | ----------------- | -------------------- | ------------------------------------------------------- |
|                |                  | Рита Фан     | 2 июля 1998       | 30 июня 2000         | Беспартийная                                            |
| 1 октября 2000 | 30 сентября 2004 | Рита Фан     |                   |                      | Беспартийная                                            |
| 1 октября 2004 | 30 сентября 2008 | Рита Фан     |                   |                      | Беспартийная                                            |
|                |                  | Джаспер Цанг | 8 октября 2008    | 30 сентября 2012     | Демократический альянс за улучшение и прогресс Гонконга |
| 1 октября 2012 | 30 сентября 2016 | Джаспер Цанг |                   |                      | Демократический альянс за улучшение и прогресс Гонконга |
|                |                  | Эндрю Люн    | 12 октября 2016   | 31 декабря 2021      | Альянс бизнеса и профессионалов Гонконга                |
| 1 января 2022  | настоящее время  | Эндрю Люн    |                   |                      | Альянс бизнеса и профессионалов Гонконга                |